# Nowosiółki (rejon bereski)
Nowosiółki (biał. Навасёлкі; ros. Новосёлки) – wieś na Białorusi, w obwodzie brzeskim, w rejonie bereskim, w sielsowiecie Bereza, przy drodze republikańskiej . Od wschodu sąsiaduję z Berezą.
W dwudziestoleciu międzywojennym leżały w Polsce, w województwie poleskim, w powiecie prużańskim.